# Chanayut Srisawat
Chanayut Srisawat (thailändisch ชนายุทธ ศรีสวัสดิ์, * 13. Januar 1998), auch als French bekannt, ist ein thailändischer Fußballspieler.

## Karriere
Chanayut Srisawat stand 2019 bei Muangthong United in Pak Kret, einem nördlichen Vorort der Hauptstadt Bangkok, unter Vertrag. Die erste Mannschaft spielte in der ersten Liga, der Thai League. Hier kam er jedoch nicht zum Einsatz. Einmal spielte er mit der U23-Mannschaft von Muangthong in der vierten Liga. Hier trat das Team in der Bangkok Metropolitan Region an. Am Ende der Saison wurde er mit Muangthong Meister der Region. Die Saison 2020/21 stand er beim Drittligisten Ayutthaya FC in Ayutthaya unter Vertrag. Mit Ayutthaya spielte er zuletzt in der Western Region der dritten Liga. Zur Saison 2021/22 wechselte er zum ebenfalls in Ayutthaya beheimateten Zweitligisten Ayutthaya United FC. Sein Zweitligadebüt gab Chanayut Srisawat am 19. September 2021 (4. Spieltag) im Auswärtsspiel gegen den Phrae United FC. Hier wurde er in der 83. Minute für Anuwat Phikulsri eingewechselt. Phrae gewann das Spiel 2:1. Nach 21 Zweitligaspielen wechselte er Anfang September 2022 zum Drittligisten Nan FC. Mit dem Verein aus Nan spielte er 20-mal in der Northern Region der Liga. Im Sommer 2023 wechselte er in die Western Region, wo er sich in Saraburi dem Saraburi United FC anschloss. Für den Drittligisten bestritt er sieben Ligaspiele. Mitte Dezember 2023 wechselte er zu dem in der Bangkok Metropolitan Region spielenden Thonburi United FC. Für den Verein aus der Hauptstadt Bangkok bestritt er zwölf Ligaspiele. Im Juli 2024 wechselte er zum VRN Muangnont FC. Mit dem Verein spielt er in der Western Region der Liga.

## Erfolge
Muangthong United U23
- Thai League 4 – Bangkok Metropolitan: 2019